# 21e division d'infanterie algérienne
Pour les articles homonymes, voir 21e division et Division d'infanterie algérienne.
La 21e division d'infanterie algérienne (21e DIA) est une division d'infanterie de l'Armée de terre française, stationnée en Algérie française de 1949 à 1956.

## Historique
La division est formée en septembre 1949, sous le nom de 21e division d'intervention algéro-tunisienne, en réunissant les trois groupements d'infanterie positionnés en Algérie et en Tunisie. Elle est placée en réserve générale. Elle est renommée 21e division d'infanterie algérienne en avril 1951 et sa zone de couverture est réduite à l'Algérie. Son état-major est à Alger. En plus de son rôle de réserve générale, la division a pour mission de soutenir les unités de tirailleurs algériens engagées en Indochine ou stationnées en Allemagne.
La division a la composition suivante :
- 1er régiment de tirailleurs algériens
- 2e régiment de tirailleurs algériens
- 3e régiment de tirailleurs algériens
- Ier groupe du 65e régiment d'artillerie d'Afrique
- Ier groupe du 66e régiment d'artillerie d'Afrique
- Ier groupe du 67e régiment d'artillerie d'Afrique
- 2e régiment de chasseurs d'Afrique
- 5e régiment de chasseurs d'Afrique.

La division est dissoute en avril 1956.